# Associazione nazionale critici musicali
L'Associazione nazionale critici musicali è stata fondata nel 1986: è attualmente composta da un centinaio di professioniste e professionisti dell’informazione musicale delle maggiori testate nazionali, storiche e storici della musica, musicologhe e musicologi.
Dalla stagione 1980-81 l'Associazione conferisce il Premio Franco Abbiati della critica musicale italiana: il suo ruolo attivo nel mondo della critica musicale si delinea grazie al conferimento del prestigioso premio e anche attraverso lettere aperte e organizzazione di convegni.
L'assegnazione del Premio Abbiati, un tempo, era decisa tramite discussione assembleare plenaria; oggi avviene in seguito al lavoro di una commissione ristretta eletta dalle socie e dai soci che forniscono le prime designazioni artistiche su cui indirizzare la riflessione delle giurate e dei giurati.
L'associazione è finanziata da socie e soci; alla sua guida si sono succeduti Duilio Courir (1987-1993), Leonardo Pinzauti (1993-1996), Angelo Foletto (1997-2022). Presidente in carica è Andrea Estero (Classic Voice), (2023-).
Il consiglio direttivo è formato da: Carla Moreni (Il Sole 24 ore), Angelo Foletto (La Repubblica), Roberta Pedrotti (L'ape musicale), Alessandro Cammarano (Le Salon Musical, il Gazzettino), Gianluigi Mattietti (Music Paper) vicepresidente, Carlo Fiore (Classic Voice) segretario, e da Andrea Estero (Classic Voice) attuale presidente.